# Mjakochid
Mjakochid (ukr. М'якохід, hist. pol. Miahkochody) – wieś na Ukrainie, w obwodzie winnickim, w rejonie hajsyńskim, w hromadzie Dżułynka. W 2025 liczyła 976 mieszkańców.